# Benton (Illinois)
Benton és una població dels Estats Units a l'estat d'Illinois. Segons el cens del 2000 tenia 6.880 habitants.

## Demografia
Segons el cens del 2000, Benton tenia 6.880 habitants, 2.938 habitatges, i 1.824 famílies. La densitat de població era de 496,5 habitants/km².
Dels 2.938 habitatges en un 26,6% hi vivien nens de menys de 18 anys, en un 47,7% hi vivien parelles casades, en un 11,4% dones solteres, i en un 37,9% no eren unitats familiars. En el 33,8% dels habitatges hi vivien persones soles el 18,9% de les quals corresponia a persones de 65 anys o més que vivien soles. El nombre mitjà de persones vivint en cada habitatge era de 2,24 i el nombre mitjà de persones que vivien en cada família era de 2,86.
Per edats la població es repartia de la següent manera: un 22% tenia menys de 18 anys, un 7,8% entre 18 i 24, un 24,7% entre 25 i 44, un 23% de 45 a 60 i un 22,4% 65 anys o més.
L'edat mediana era de 42 anys. Per cada 100 dones de 18 o més anys hi havia 80,8 homes.
La renda mediana per habitatge era de 27.177 $ i la renda mediana per família de 35.339 $. Els homes tenien una renda mediana de 27.323 $ mentre que les dones 19.403 $. La renda per capita de la població era de 15.787 $. Aproximadament el 15,6% de les famílies i el 17,5% de la població estaven per davall del llindar de pobresa.

## Poblacions més properes
El següent diagrama mostra les poblacions més properes.